# Peter Berg
Peter Berg (New York,11. ožujka, 1964.) američki je redatelj, scenarist, glumac i producent. Karijeru redatelja započeo je crnom komedijom Gore ne može (1998.) u kojoj glavne uloge tumače Jon Favreau, Christian Slater i Cameron Diaz. Poznat je po filmovima Dobrodošli u džunglu (2003.), Najbolji tim (2004.), Kraljevstvo (2007.) i Hancock (2008.). S ratnim filmom Jedini preživjeli (2013.) započinje niz uradaka koji tematiziraju tragične događaje iz američke svakodnevice, uključujući filmove Pakao na horizontu (2016.), o masovnom izljevu nafte u Meksičkom zaljevu 2010. godine te Bostonski heroji (2016.), o bombaškom napadu na Bostonski maraton 2013. U sva tri filma glavnu ulogu tumači Mark Wahlberg.
Berg je glumio u filmovima Cop Land (1997.), Corky Romano (2001.), Collateral (2004.), Smokin' Aces (2006.) i Lions for Lambs (2007.). Tvorac je televizijske serije Friday Night Lights (2006. – 2011.) koja se temelji na istoimenoj sportskoj drami iz 2004. Serija je osvojila tri nagrade Emmy.  
Svoju najpoznatiju ulogu Berg je ostvario kao dr. Billy Kronk u američkoj tv-seriji Chicago Hope (1995. – 1999.).